# Maison de Chacenay
La maison de Chacenay est une famille française originaire du Comté de Champagne.

## Filiation
- Dame de Chacenay, première dame de Chacenay connue, qui épouse Anséric Ier de l'Isle (sous Montréal) dont elle a plusieurs enfants :
  - Milon de Montréal, qui suit.
  - Narjod de Montréal.
  - Hugues de Montréal.

- Milon de Montréal († entre 1104 et 1107), seigneur de Montréal et de Chacenay. Il épouse Alix ou Adélaïde (nom de famille inconnu), dont il a plusieurs enfants :
  - Hugues de Montréal, qui hérite de la seigneurie de Montréal.
  - Anséric II de Chacenay, qui hérite de la seigneurie de Chacenay, qui suit.
  - peut-être Narjod de Talcy[1].
  - une fille qui épouse Hugues de Maligny.

- Anséric II de Chacenay († vers 1137), seigneur de Chacenay. En 1111, il accompagne le comte de Champagne Hugues Ier de Champagne qui se porte au secours de son neveu Thibaut, alors en révolte contre le roi de France Louis VI le Gros. Mais la coalition avec Henri Ier, roi d'Angleterre et duc de Normandie, fut finalement vaincue par les capétiens. Il épouse Hombeline (famille d'origine inconnue, peut-être Hombeline de Baudement, fille d'André de Baudement et d'Agnès de Braine), dont il a quatre enfants :
  - Pétronille de Chacenay, qui épouse Gui, comte de Bar-sur-Seine.
  - Jacques Ier de Chacenay, qui suit.
  - Anséric de Chacenay, seigneur de Fays. Il participe à la Deuxième Croisade avec le Roi de France Louis VII le Jeune, la Reine Aliénor d'Aquitaine, Henri Ier de Champagne, et son frère aîné. Il combat dans la Vallée du Méandre, à la bataille du défilé de Pisidie et à l'échec du Siège de Damas où il trouve probablement la mort. Le nom de sa femme est inconnu, mais il a au moins un enfant :
    - Jean de Chacenay, qui succède à son père. Il se serait marié avec une certaine Agnès (nom de famille inconnu) vers 1166 et serait mort vers 1183.

  - Thomas de Chacenay, moine à l'abbaye de Clairvaux, ensuite prieur puis abbé de Molesme, mais qui démissionna.

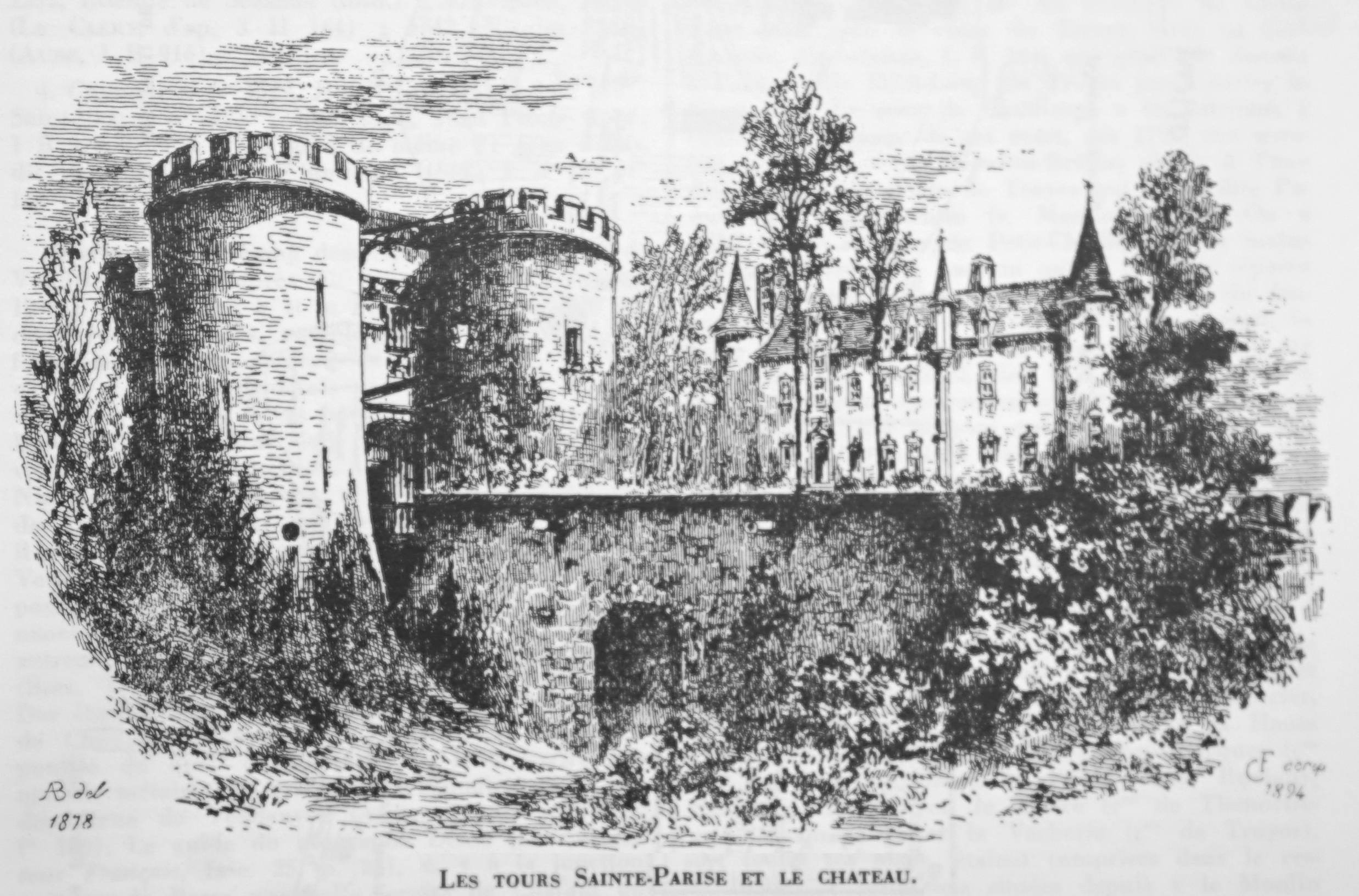
Les tours Sainte-Parisse et le château de Chacenay.

- Jacques Ier de Chacenay († vers 1158), seigneur de Chacenay. Il participe à la Deuxième Croisade avec le Roi de France Louis VII le Jeune, la Reine Aliénor d'Aquitaine ou encore Henri Ier de Champagne, le fils de son suzerain le Comte de Champagne. Il combat dans la Vallée du Méandre, à la bataille du défilé de Pisidie et à l'échec du Siège de Damas. Il épouse Agnès de Brienne, fille de Gautier II, Comte de Brienne, et d'Adélaïde de Baudement, dont il a au moins cinq enfants :
  - Érard Ier de Chacenay, qui suit.
  - Thomas de Chacenay, chevalier, possible père de Jacques de Durnay.
  - Marguerite de Chacenay, qui épouse Thibaut de Bar-sur-Seine, seigneur de Champlost, fils de Gui, comte de Bar-sur-Seine, et de Pétronille de Chacenay (sœur de Jacques Ier de Chacenay).
  - Helvise de Chacenay, qui épouse Hugues IV de Vendeuvre, co-seigneur de Vendeuvre, fils de Laurent de Vendeuvre et d'Ermessent de Sens.
  - Huguette de Chacenay, qui épouse le seigneur de Durnes, dans le comté de Bourgogne, et possible mère de Jacques de Durnay.

- Érard Ier de Chacenay († en 1191), seigneur de Chacenay. Vers 1179, il accompagne en croisade le Comte de Champagne Henri Le Libéral et est fait prisonnier avec lui par les turcs lors du chemin de retour. Vers 1189, il participe à la Troisième Croisade où il trouve la mort pendant le siège de Saint-Jean-d'Acre. Il épouse Mathilde de Donzy, fille de Hervé III de Donzy et de sa deuxième épouse Clémence de Bourgogne, fille du duc de Bourgogne Hugues II, dont il a trois enfants :
  - Érard II de Chacenay, qui succède à son père.
  - Jacques de Chacenay, mort après 1224, probablement sans postérité,
  - Clémence de Chacenay, qui fut mariée à Eudes II de Grancey.

- Érard II de Chacenay († en 1236), seigneur de Chacenay. Durant la guerre de succession de Champagne, il est un des principaux partisans d'Érard de Brienne et de Philippa de Champagne. En 1219, il participe à la Cinquième croisade et est présent au siège de Damiette où il combat aux côtés de son cousin Jean de Brienne, roi de Jérusalem. En 1225, il aurait reconnu un ancien trouvère qui se faisait passer pour Baudouin de Constantinople, ancien Comte de Flandre et de Hainaut, et l'aurait fait prisonnier. Il épouse Emmeline de Broyes, veuve d'Eudes II de Champlitte, fille de Hugues III de Broyes et d'Elisabeth de Dreux, dont il a cinq enfants. Il est possible que lui et Emmeline de Broyes aient divorcé
  - Hugues Ier de Chacenay (ou Huest), qui suit.
  - Érard III de Chacenay, qui suit après son frère.
  - Mathilde de Chacenay (ou Mahaut), qui épouse Guy d'Arcis.
  - Jeannette de Chacenay, citée dans un acte de juin 1218.
  - Alix de Chacenay, qui suit après ses frères.

- Hugues Ier de Chacenay († en 1247), seigneur de Chacenay. Il meurt sans union ni postérité, et a pour héritier son frère puîné Érard .

- Érard III de Chacenay († en 1253), seigneur de Chacenay à la mort de son frère aîné. En 1248, il participe à la septième Croisade avec l'armée royale de Saint Louis. Il participe à la prise de Damiette, à la bataille de Mansourah et à l'attaque fatale de Robert d'Artois sur Al Mansourah. Il fait est fait prisonnier avec le roi Saint Louis par les musulmans lors de la bataille de Fariskur. En 1253, lors de la guerre de Succession de Flandre et du Hainaut, il combat aux côtés de son compatriote Guy de Dampierre à la bataille de Walcheren où il trouve la mort. Il meurt sans union ni postérité, et a pour héritière sa sœur cadette Alix.

- Alix de Chacenay († avant 1278), dame de Chacenay à la mort de ses frères aînés. Elle épouse Guigues V, comte de Forez , mais n'a pas de postérité. Veuve, elle épouse en secondes noces Guillaume III, vicomte de Melun, mais n'a pas de postérité. Elle affranchit le bourg de Chacenay en 1255. À sa mort, la seigneurie de Chacenay est fractionnée entre ses petits-neveux, petits-fils de sa sœur Mathilde de Chacenay et de son époux Guy d'Arcis.

## Pour approfondir